# Озерки (село, Тальменський район)
Озе́рки (рос. Озёрки) — село у складі Тальменського району Алтайського краю, Росія. Адміністративний центр та єдиний населений пункт Озерської сільської ради.

## Населення
Населення — 5082 особи (2010; 4361 у 2002).
Національний склад (станом на 2002 рік):
- росіяни — 95 %